# Almenar
Almenar település Spanyolországban, Lleida tartományban. Almenar Albesa, Alfarràs, Algerri, Alguaire, Almacelles, Alcampell és Albelda községekkel határos. Lakosainak száma 3338 fő (2024).

## Népesség
A település lakosságának változását az alábbi diagram mutatja:
| Lakosok száma | 292  | 2045 | 2917 | 3346 | 3631 | 3515 | 3669 | 3547 | 3398 | 3338 |
|               | 1717 | 1887 | 1936 | 1960 | 1986 | 2004 | 2009 | 2014 | 2019 | 2024 |